# Abba Eban
Abba Eban, nato Aubrey Solomon Meir Eban (Città del Capo, 2 febbraio 1915 – Tel Aviv, 17 novembre 2002), è stato un politico e diplomatico sudafricano naturalizzato israeliano, ministro degli esteri tra il 1966 e il 1974.
Abba Eban viene spesso ricordato per il suo ruolo nel dibattito sull’antisemitismo del XXI secolo, detto anche neoantisemitismo.

## Biografia
Nato in Sudafrica, si trasferì in giovane età in Inghilterra, dove studiò al Queens College dell'Università di Cambridge. Collaborò con Chaim Weizmann alla fondazione dell'Organizzazione sionista mondiale e partecipò alla seconda guerra mondiale nell'esercito britannico. In seguito lavorò al Foreign Office come professore di un centro di ricerca per il Medio Oriente.
Nel 1946 fu chiamato a far parte del comitato speciale delle Nazioni Unite per la Palestina. La sua azione fu determinante per l'approvazione della "risoluzione 181" dell'ONU, che in pratica sancì la nascita dello Stato di Israele. In tale occasione cambiò il suo primo nome in "Abba" (che in ebraico significa padre) in quanto si riteneva essere stato un padre della nazione ebraica.
All'ONU era noto come un grande oratore. Henry Kissinger disse di lui:
"Non ho mai conosciuto nessun altro con la sua padronanza della lingua inglese. Le sue frasi sono tanto complesse e raffinate da mettere alla prova l'intelligenza dell'interlocutore, quanto al tempo stesso capaci di lasciarlo stupito della sua virtuosità linguistica".
Conosceva perfettamente l'arabo. Nel 1947 tradusse in inglese il romanzo Maze of Justice: Diary of a Country Prosecution, dell'egiziano Tawfiq Al Hakim.
Il primo governo israeliano lo nominò ambasciatore all'ONU. Nel 1959 tornò in Israele, dove fu eletto alla Knesset, il parlamento israeliano, per il partito laburista. Fu poi ministro della pubblica istruzione e cultura (fino al 1963), vice primo ministro (nel 1966) e ministro degli affari esteri (dal 1966 fino al 1974).
È rimasta famosa una sua frase pronunciata durante i negoziati di pace arabo-israeliani di Ginevra del 1973: - "Gli Arabi non perdono mai l'occasione di perdere un'occasione"
Nel 1969 fu ricevuto in Vaticano da Papa Paolo VI.

## Pensiero
Abba Eban ha avuto un ruolo importante nel dibattito sull’antisemitismo del XXI secolo, detto anche neoantisemitismo.

Scrivendo nel 1973 sul Congress Bi-Weekly dell'American Jewish Congress, identificò l'antisionismo come "il nuovo antisemitismo":
Abbiamo assistito all'ascesa della nuova sinistra che identifica Israele con l'establishment, con l'acquisizione, con il compiacimento, con, di fatto, tutti i nemici fondamentali... Non ci si può sbagliare: la nuova sinistra è l'autrice e la progenitrice del nuovo antisemitismo. Uno dei compiti principali di qualsiasi dialogo con il mondo gentile è dimostrare che la distinzione tra antisemitismo e antisionismo non è affatto una distinzione. L'antisionismo è solo il nuovo antisemitismo. Il vecchio antisemitismo classico dichiarava che gli stessi diritti appartengono a tutti gli individui della società, tranne che agli ebrei. Il nuovo antisemitismo afferma che il diritto di stabilire e mantenere uno Stato nazionale sovrano indipendente è prerogativa di tutte le nazioni, a patto che non siano ebree. E quando questo diritto viene esercitato non dalle Isole Maldive, non dallo Stato del Gabon, non dalle Barbados... ma dalla più antica e autentica di tutte le nazioni, allora si dice che questo è esclusivismo, particolarismo e una fuga del popolo ebraico dalla sua missione universale.

## Opere
Tradotte in italiano
- Storia del popolo ebraico. Dall'età dei profeti allo Stato d'Israele (My People, con un capitolo aggiunto all'edizione italiana che copre le cronache fino al 1971), traduzione di Andrea D'Anna, Milano, Mondadori, I ed. 1971.
- Storia dello Stato d'Israele (My Country), traduzione di Paola Campioli, Collezione Le Scie, Milano, Mondadori, I ed. 1974.
- Eredità: gli Ebrei e la Civiltà Occidentale, traduzione di Francesco Saba Sardi, Collezione Le Scie, Milano, Mondadori, I ed. 1986.